# 자기지향성
자기지향성(self-directedness) 혹은 자기주도성은 자기결정권(self-determination)을 특성으로 하는 사람의 성격 특질(personality trait)로, 개인이 선택한 목표와 가치를 달성하기 위하여 상황이 요구하는 것에 자신의 행동을 조정하고 적응시키는 능력을 말한다.
이는 로버트 클로닝거(C. Robert Cloninger)의 기질 및 성격 목록표(Temperament and Character Inventory, TCI)에 나오는 "성격(character)" 차원 중 하나이다. 클로닝거는 그것을 "의지력(willpower)"이라고 설명하였다. 즉 "한 사람이 상상 속 자기에 대하여, 비조직화된 일련의 반응 충동이 아니라, 통합되고 목적의식이 가득한 온전한 개인으로서 규정하는 범위를 묘사하는 은유적 추상적 개념(a metaphorical abstract concept to describe the extent to which a person identifies the imaginal self as an integrated, purposeful whole individual, rather than a disorganized set of reactive impulses)"인 것이다. 클로닝거의 연구에서는 대체로 낮은 자기지향성은 성격장애(personality disorder)의 주요 특성이라고 규명하였다.
자기지향성은 개념상 통제위치(locus of control)와 관련된다. 즉 낮은 자기지향성은 외적 통제위치와 관련 있는 반면, 높은 자기지향성은 내적 통제위치와 관련 있다.
성격의 5요소 모델(five factor model)에서, 자기지향성은 신경증과 강렬한 연관성을 가지고 있으며, 성실성과는 강력한 정적 상관성을 가지고 있다.

## 요소
기질 및 성격 목록표(Temperament and Character Inventory)에서 자기지향성은 5가지 하위척도로 구성된다.
책임 대 책망(Responsibility vs. Blaming) (SD1)클로닝거는 이를 로터의 통제위치 개념에 비유하였다. 내적 통제위치 소유자는 행동에 대한 책임을 지는 경향이 있으며 문제해결을 위한 자원이 풍부하다. 외적 통제위치 소유자는 냉담하고 타인이나 문제로 발생한 불운을 책망한다.
목적성 대 목표방향 결여(Purposefulness vs. Lack of Goal Direction) (SD2)클로닝거는 빅터 프랭클(Viktor Frankl)이 의미있는 목적은 성숙한 어른의 핵심 동기부여 자원이며 의미의 수행은 만족스러운 충동보다 더 중요하다고 믿었다는 것에 주목하였다.
자원풍족 대 타성(Resourcefulness vs. Inertia) (SD3)클로닝거는 이를 반두라(Bandura)의 자기효능감(self-efficacy) 개념과 관련시켰다. 자기효능감은 목표 지향적 행동에서 성공하는 능력에 대한 믿음이다.
자기수용 대 자기분투(Self-Acceptance vs. Self-Striving) (SD4)클로닝거는 자존감(self-esteem)과 개인의 한계의 현실적 수용은 자기지향적 행동이라는 성숙한 발달에 있어 중요하다고 주장한다. 반대로, 무한의 능력과 불멸이라는 어린아이 같은 판타지는 적응력의 저하 및 열등감과 관련 있다.
조화로운 부차 천성 대 부조화스러운 습관(Congruent Second Nature vs. Incongruent Habits) (SD5)이는 요가에서 명확한 목표와 가치를 장기적으로 배양하는 것은 노력이 필요한 행동을 "부차적 천성(second nature)"으로 변형하여 자동적으로 더 깊은 목표와 가치가 병행하는 방식으로 자동적으로 행동하게 하는 요가와 관련된 믿음이다.

## 같이 보기
- Comparative suffering
- MBSR
- 마음챙김
- 반추
- 자기
- 자기괴리
- 자기동정
- 자기반성
- 자기비난
- 자기비하
- 자기수용
- 자기애
- 자기연민
- 자기용서
- 자기존중
- 자기참조
- 자기혐오
- 자기확언
- 자의식
- 자아개념
- 자아상